# 杉村章生
杉村 章生（すぎむら あきお、1937年（昭和12年）1月3日 - ）は、日本の政治家。元高知県土佐清水市長（2期）。

## 来歴
高知県出身。高知県立清水高等学校卒。1982年、土佐清水市議会議員に当選。1996年の土佐清水市長選挙に立候補し、当選するが、市選挙管理委員会が不在者投票分を投票箱に入れていなかったため、選挙が無効となった。翌1997年6月に選挙のやり直しが行われ、当選した。2001年の選挙で落選。2009年の市長選挙で現職の西村伸一郎を破って8年ぶりに市長に復帰した。再選後は市長を1期務め、2013年の市長選挙では元市職員の泥谷光信に敗れた。